# بلک واتر، کوئینزلند
بلک واتر (به انگلیسی: Blackwater) یک شهرک در استرالیا است که در کوئینزلند واقع شده‌است.